# Batáviai Köztársaság
A Batáviai Köztársaság (hollandul: Bataafse Republiek, franciául: République Batave) a Hét Egyesült Holland Tartomány Köztársaságának utódállamaként jött létre 1795. január 19-én, a francia forradalom idején, és 1806. június 5-éig, Louis Bonaparte trónra lépéséig állt fenn. 1801 októberétől az állam hivatalos megnevezése Batáviai Nemzetközösség (hollandul: Bataafs Gemenebest) lett. Az állam neve a germán népek egyikére, a korábban egész Németalföld területén megtalálható batáv törzsekre utal.

## Törteleme
1795 elején a forradalmi Franciaország katonai csapatainak beavatkozása az Egyesült Tartományok bukásához és V. Vilmos orániai herceg, az ország helytartójának Angliába való meneküléséhez vezetett. Az újonnan kikiáltott Köztársaság a holland lakosság széles körű támogatását élvezte, és egy valódi népi forradalom szüleménye volt, amit a francia forradalmi erők fegyvereikkel támogattak. Az országban végbemenő politikai, gazdasági és társadalmi hatások tartósnak bizonyultak Hollandia történelmére nézve: a korábbi állam konföderációs struktúráját végleg felváltotta egy központosított államszervezet. Egyúttal ekkor fogadták el az ország történetének első, valóban demokratikus alkotmányát.
Bár Batávia volt a franciák első „leányköztársasága”, ugyanakkor az ország egymást követő kormányai igyekeztek fenntartani bizonyos fokú függetlenséget a francia érdekekkel szemben. A viszonylag rövid életű Batáviai Köztársaság bukását végül az okozta, hogy az időközben hatalomra került I. Napóleon francia császár nem volt megelégedve Rutger Jan Schimmelpenninck rendszerével, így saját öccsét, Louis Bonapartét emelte hatalomra, mint Hollandia királyát. Később, mivel Lajos szintén a holland érdekek mellett állt ki, az ország 1810-ben végleg a Francia Császárság részévé vált.

## Départementek

A départementek 1798-ban

A Batavian Köztársaság 1798-ban nyolc départementre oszlik:
| Département     | Székhely         | Fő (1798-ban) |
| --------------- | ---------------- | ------------- |
| Ems             | Leeuwarden       | 244.495       |
| Alte IJssel     | Zwolle           | 237.788       |
| Rhein           | Arnhem           | 242.516       |
| Amstel          | Amszterdam       | 238.431       |
| Texel           | Alkmaar          | 240.384       |
| Delft           | Delft            | 239.488       |
| Dommel          | ’s-Hertogenbosch | 222.479       |
| Schelde en Maas | Middelburg       | 217.282       |